# Valbová střecha

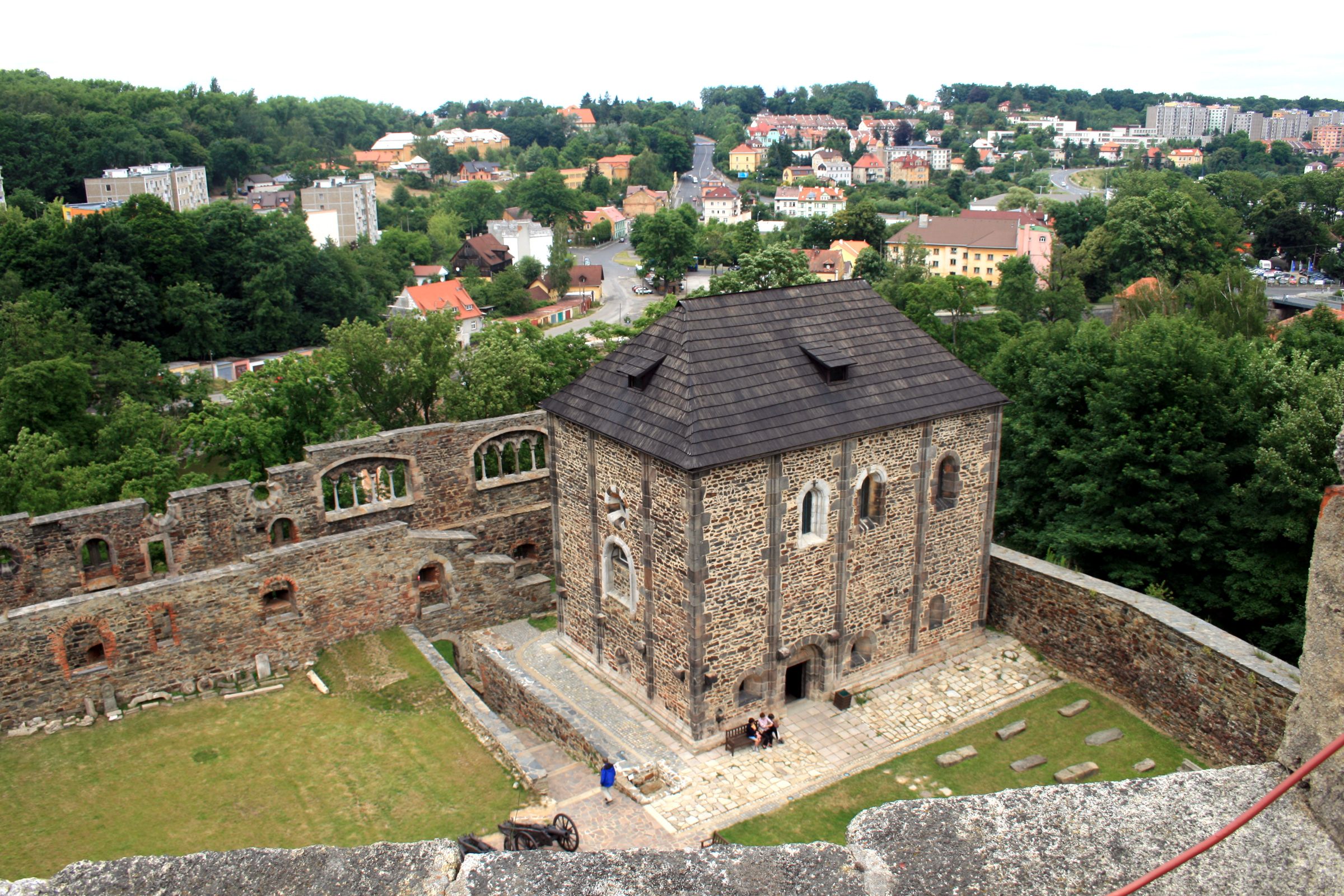
Valbová střecha na kapli chebského hradu

Valbová střecha je způsob zakrytí stavby. Namísto štítů, které se vyskytují u sedlové střechy, jsou tyto plochy zakryty šikmými rovinami, jež se nazývají „valby“. Jejich nevýhodou je skutečnost, že v podkroví valbových střech se vytvářejí obtížně prakticky využitelné nízké klínové prostory.